# К Целию, о падении Лесбии
«К Целию, о падении Лесбии» — условное название стихотворения римского поэта Гая Валерия Катулла, включённого в состав посмертного сборника («Книги Катулла Веронского») под номером 58. Автор обращается здесь или к веронцу Целию, фигурирующему в стихотворении № 100 («К Целию»), или к римскому аристократу Марку Целию Руфу, рассказывая, что Лесбия, в прошлом любимая им, теперь занимается уличной проституцией.
Вопреки традиции, стихотворение обличительного характера написано не ямбом, а одиннадцатисложником.
Чаще всего антиковеды связывают это стихотворение с окончательным разрывом отношений между Катуллом и Лесбией. Впрочем, есть вероятность того, что речь идёт всего лишь о ссоре и что отчаяние поэта здесь гиперболизировано.